# RAF Strike Command
Das RAF Strike Command war ein Kommando der britischen Royal Air Force (RAF), das zwischen 1968 und 2007 für die Mehrheit der Bomber- und Kampfflugzeugverbände zuständig war. Das Hauptquartier des Kommandos befand sich auf dem Luftwaffenstützpunkt RAF High Wycombe.

## Geschichte
Das RAF Strike Command entstand am 30. April 1968 aus dem Zusammenschluss von Bomberkommando (RAF Bomber Command) und Jägerkommando (RAF Fighter Command). Das bisherige RAF Bomber Command wurde daraufhin zur No. 1 (Strike) Group RAF und das RAF Fighter Command zur No. 11 (Air Defence) Group RAF. Am 1. Januar 1969 wurde das Strike Command um das bisherige Fernmeldekommando (RAF Signals Command) sowie am 28. November 1969 um das vorherige Küstenkommando (RAF Coastal Command) erweitert. Dabei erhielt das Signals Command ebenfalls den Status einer Group und erhielt wieder den früheren Namen No. 90 (Signals) Group RAF, während aus dem Coastal Command die No. 18 (Maritime) Group RAF wurde. Darüber hinaus wurde am 1. September 1972 das bisherige Luftunterstützungskommando (RAF Air Support Command) dem Strike Command unterstellt, wobei daraus die No. 38 (Tactical Support) Group RAF und die No. 46 (Strategic Support) Group RAF wurden.
1975 erhielt der damalige Kommandeur des RAF Strike Command, Air Chief Marshal Denis Smallwood, innerhalb der NATO-Organisation die Bezeichnung Commander-in-Chief United Kingdom Air Forces (CINCUKAIR). Zuletzt wurde dem Strike Command am 1. April die britischen Luftstreitkräfte in der Bundesrepublik Deutschland (RAF Germany) unterstellt, die daraufhin zur No. 2 (Bomber) Group RAF wurden.
In einer Prozess- und Organisationsuntersuchung wurde schließlich vorgeschlagen, dass das RAF Strike Command und das Personal- und Ausbildungskommando (RAF Personnel and Training Command) gemeinsam das Hauptquartier auf dem Luftwaffenstützpunkt RAF High Wycombe nutzen sollten. Schließlich kam es am 1. April 2007 zur Zusammenlegung dieser beiden Kommandos zu dem einzigen Luftkommando (RAF Air Command).

## Befehlshaber
Das RAF Strike Command unterstand einem General (Air Chief Marshal) als Oberkommandierenden AOCinC (Air Officer Commander-in-Chief) entsprechend dem NATO-Rangcode OF-9. Zur Unterstützung und Entlastung des Oberkommandierenden wurde 1972 der Posten eines stellvertretenden Oberkommandierenden DeputyAOCinC (Deputy Air Officer Commander-in-Chief) geschaffen, der sich im Dienstgrad eines Generalleutnants (Air Marshal) entsprechend dem NATO-Rangcode OF-8 befand.

### Oberkommandierende des RAF Strike Command
| Amtszeitbeginn | Dienstgrad        | Amtsinhaber             |
| -------------- | ----------------- | ----------------------- |
| 1968           | Air Chief Marshal | Wallace Kyle            |
| 1968           | Air Chief Marshal | Denis Spotswood         |
| 1971           | Air Chief Marshal | Andrew Humphrey         |
| 1974           | Air Chief Marshal | Denis Smallwood         |
| 1976           | Air Chief Marshal | Nigel Maynard           |
| 1977           | Air Chief Marshal | David Evans             |
| 1980           | Air Chief Marshal | Keith Williamson        |
| 1982           | Air Chief Marshal | David Craig             |
| 1985           | Air Chief Marshal | Peter Harding           |
| 1988           | Air Chief Marshal | Patrick Hine            |
| 1991           | Air Chief Marshal | Michael Graydon         |
| 1992           | Air Chief Marshal | John Thomson            |
| 1994           | Air Chief Marshal | Richard Johns           |
| 1994           | Air Chief Marshal | Bill Wratten            |
| 1997           | Air Chief Marshal | John Allison            |
| 1999           | Air Chief Marshal | Peter Squire            |
| 2000           | Air Chief Marshal | Anthony Bagnall         |
| 2001           | Air Chief Marshal | John Day                |
| 2003           | Air Chief Marshal | Brian Burridge          |
| 2006           | Air Chief Marshal | Joe French              |
| 2007           |                   | Auflösung des Kommandos |

### Stellvertretende Oberkommandierende des RAF Strike Command
| Amtszeitbeginn | Dienstgrad  | Amtsinhaber             |
| -------------- | ----------- | ----------------------- |
| 1972           | Air Marshal | Nigel Maynard           |
| 1973           | Air Marshal | Peter Horsley           |
| 1975           | Air Marshal | Michael Beetham         |
| 1976           | Air Marshal | John Stacey             |
| 1977           | Air Marshal | Alan Davies             |
| 1977           | Air Marshal | Alfred Ball             |
| 1978           | Air Marshal | Robert Freer            |
| 1979           | Air Marshal | Thomas Kennedy          |
| 1981           | Air Marshal | Peter Bairsto           |
| 1984           | Air Marshal | Joseph Gilbert          |
| 1986           | Air Marshal | Brendan Jackson         |
| 1988           | Air Marshal | Kenneth Hayr            |
| 1989           | Air Marshal | John Kemball            |
| 1993           | Air Marshal | Richard Johns           |
| 1994           | Air Marshal | John Allison            |
| 1996           | Air Marshal | Graeme Robertson        |
| 1998           | Air Marshal | Timothy Jenner          |
| 2000           | Air Marshal | Jock Stirrup            |
| 2002           | Air Marshal | Brian Burridge          |
| 2003           | Air Marshal | Glenn Torpy             |
| 2004           | Air Marshal | Clive Loader            |
| 2007           |             | Auflösung des Kommandos |

## Hintergrundliteratur
- Ashworth, Chris: RAF Coastal Command: 1936-1969, Patrick Stephens Ltd, 1992, ISBN 1-85260-345-3